# P Tee Money
P Tee Money (nacido Thompson Iyamu, 22 de octubre de 1968) es un productor y re-mezclador británico de DJ/EDM. También es autor y actor.
Su abuelo es Akenzua II, el Oba de Benín de 1933 – 1978.

## Primeros años y educación
Iyamu nació en Islington, Londres. Es miembro de la familia real de Benín,y nieto de Akenzua II. También es sobrino de lala princesa Elizabeth Olowu. Le presentaron la música a una edad temprana y susprimeras influencias incluyeron a George Duke y Earth, Wind & Fire.
A la edad de cuatro años, su familia se mudó a Nigeria, donde completó su escuela primaria,y luego fue trasladado a una academia militar. Recibió el título en ingeniería aeronáutica de la Academia de Defensa de Nigeria. Más tarde se mudó a Londres en 1988.

## Carrera
Iyamu empezó a usar el nombre artístico de “P Tee Money” cuando comenzó su carrera como DJ a principios de los noventa.
Realizó una gira por el Reino Unido con la artista de rap “Weird MC” en la segunda mitad de 1990 y durante 1991. Su estilo se convirtió en un house progresivo.  Su estilo se convirtió en una casa progresiva.
En 2018, Iyamu colaboró con los productores Matthew S y DirtyFreek en un álbum, en el remix de la canción "When I Came Up".

### Actuación
Iyamu ha aparecido en varias películas, incluyendo; I'll Sleep When I'm Dead (2003), Lara Croft: Tomb Raider (2001).  También apareció en los videojuegos The Mummy (2000), y The Mummy Returns (2001). Además de esto, tiene créditos de actuación en otras películas de bajo presupuesto, incluyendo Tom & Thomas (2002).

### Libros
- Being Whit You ISBN 9781513647975
- Wild Seduction ISBN 9781635870657
- The Players Code ISBN 9781483552675
- The Players Code Unleashed ISBN 9781483585987

## Discografía

### Álbumes
| Año  | Álbum          |
| ---- | -------------- |
| 2017 | Rebirth        |
| 2017 | Bounce         |
| 2018 | Sandstorm      |
| 2018 | I’m Not Afraid |
| 2019 | I Won’t Stop   |
| 2019 | Bass Trouble   |

### Sencillos
| Año  | Título                      | Artistas                         |
| ---- | --------------------------- | -------------------------------- |
| 2017 | Lights out                  | P Tee Money                      |
| 2017 | Good Time                   | P Tee Money                      |
| 2017 | Free your mind              | P Tee Money (feat, Aqua)         |
| 2017 | Heat Up                     | P Tee Money                      |
| 2017 | No Sweat                    | P Tee Money                      |
| 2018 | Tropical Dream              | P Tee Money                      |
| 2018 | The Face in my dreams       | P Tee Money (feat, Addie Nicole) |
| 2018 | You are my one              | P Tee Money (feat, Nina Storey)  |
| 2019 | Time is the greatest healer | P Tee Money                      |
| 2019 | Drown                       | P Tee Money (feat, Smoothie)     |
| 2019 | Global                      | P Tee Money (feat, Pat-E)        |